# 恐龍灣
恐龍灣（英語：Dinosaur Cove）位於澳大利亞維多利亞州。恐龍灣是澳大利亞東南部的一處化石產地。奧特威山脈在此與奧特威角以西的大海交匯，毗鄰大奧特維國家公園。難以到達的海濱懸崖包括含有化石的尤默拉拉（Eumeralla）層，其歷史可以追溯到大約1.06億年前，為澳大利亞和整個南半球的恐龍之研究提供了重要的發現。